# Barry Dunning
Barry Frank Dunning (Brentford, 17 de marzo de 1946) es un deportista británico que compitió en vela en la clase Soling. Ganó una medalla de plata en el Campeonato Europeo de Soling de 1972.

## Palmarés internacional
| Campeonato Europeo | Campeonato Europeo     | Campeonato Europeo | Campeonato Europeo |
| Año                | Lugar                  | Medalla            | Clase              |
| ------------------ | ---------------------- | ------------------ | ------------------ |
| 1972               | Copenhague (Dinamarca) | Medalla de plata   | Soling             |